# Vänerskärgården med Kinnekulle
Vänerskärgården med Kinnekulle är ett biosfärområde längs Vänerns sydostkust. Området som ska inspirera till ekologisk och ekonomisk långsiktig och hållbar utveckling genom att engagera människor och organisationer.
Den 2 juni 2010 utsågs området formellt av Unesco till ett modellområde för hållbar utveckling. Detta efter att Lidköpings, Mariestads och Götene kommuner redan 2004 hade påbörjat arbetet med att utreda möjligheterna att bli ett biosfärområde, på grund av områdets höga natur- och kulturvärden samt lokala engagemang.
Området omfattar 278 600 hektar fördelat på de tre kommunerna. Det administreras som en ideell förening  och projekt i området samordnas av biosfärkontoret i Mariestad.
Fokus för området som helhet är att dra nytta om de resurser som finns i området genom hållbar samhällsdesign, gränslös samverkan, framgångsrik biosfärekonomi och kunskap om själva biosfären. Dessa fokusområden fastställdes 2012 och ska leda till hur området ska fungera 2030.
Ett konkret arbete som pågår inom ramen för detta handlar om att göra hela Vänern till ett sammanhållet fiskeområde, för att gynna hållbart fiske. Fiskeområdet har tidigare bara funnits inom biosfärområdet.